# نیل وحشی
نیل وحشی (نام علمی: Indigofera suffruticosa) نام یک گونه از سرده نیل است.